# Knocked Out
Knocked Out – piosenka i pierwszy singiel z debiutanckiego albumu amerykańskiej piosenkarki Pauli Abdul. Została napisana przez L.A. Reida, Babyface’a i Daryla Simmonsa, który jako jedyny z autorów nie brał udziału w produkcji piosenki.

## Informacje o piosence
Wydanie piosenki miało na celu sprawdzenie komercyjnego potencjału Pauli Abdul. Pomimo niewielkiego budżetu przeznaczonego na promocję, utwór zajął miejsce w pierwszej dziesiątce listy R&B Billboardu. W Wielkiej Brytanii ukazał się na rynku trzykrotnie. Najpierw jako pierwszy singiel z albumu wydany w tym kraju, gdzie osiągnął 98 miejsce. Rok później, po sukcesie „Straight Up” i „Forever Your Girl”, został ponownie wydany, zajmując 45 miejsce. Trzecie podejście miało miejsce w 1990 roku, po sporym sukcesie piosenki „Opposites Attract”. Wtedy utwór został wydany w remiksie autorstwa Shepa Pettibone'a, docierając do 21 miejsca. Remiks „Knocked Out” był także często grany w rozgłośniach radiowych w Stanach Zjednoczonych, co sprawiło, że piosenka zajęła 41 miejsce na liście Billboard Hot 100.

## Teledysk
Teledysk został wyreżyserowany przez Danny’ego Kleinmana i przedstawia Abdul tańczącą z dużą grupą tancerzy na parkiecie.

## Lista utworów
Stany Zjednoczone 12"
1. „Knocked Out” – Extended mix
2. „Knocked Out” – wersja instrumentalna
3. „Knocked Out” – wersja radiowa
4. „Knocked Out” – TKO dub

Wielka Brytania 5" CD
1. „Knocked Out” – 7" version
2. „Knocked Out” – Extended mix
3. „Knocked Out” – TKO dub
4. „Knocked Out” – wersja instrumentalna

### Remiksy
- wersja radiowa / wersja 7" / wersja albumowa / wersja singlowa 3:52
- Extended mix 7:06 – L.A. Reid/Babyface
- TKO Dub 6:31 – jak wyżej
- wersja instrumentalna 3:43/2:24 – jak wyżej
- Pettibone 12"/edit 6:10/3:31 – Shep Pettibone
- House 12" 7:28 – jak wyżej
- Bassey Thang 5:53 – jak wyżej
- Power mix 6:44 – Boris Granich/Christer Modig
- Disco Mix Club mix 6:30 – Sanny X

## Listy przebojów
| Lista(1988/1989/1990)                             | Najwyższa pozycja |
| ------------------------------------------------- | ----------------- |
| U.S. Billboard Hot 100                            | 41                |
| U.S. Billboard Hot Black Singles                  | 8                 |
| U.S. Billboard Hot Dance Music/Maxi-Singles Sales | 11                |
| U.S. Billboard Hot Dance Music/Club Play          | 14                |
| Canadian Singles Chart                            | 23                |
| UK Singles Chart                                  | 21 (remiks)       |